# Caspase
Caspase, viết tắt của cysteine-aspartic protease (enzyme protease dạng cysteine-aspartic) hay cysteine-dependent aspartate-directed protease (enzyme protease phụ thuộc vào cysteine và dẫn hướng bởi aspartic) là một họ của protease cysteine đóng vai trò quan trọng trong quá trình chết rụng tế bào, hoại tử và sưng viêm.
Caspase có vai trò tối quan trọng đối với việc chết rụng tế bào, một dạng chết tế bào được lập trình, trong giai đoạn sinh trưởng và phát triển cũng như trong phần lớn các giai đoạn sống của một cá thể trưởng thành và được gọi là "kẻ hành quyết" các tế bào. Một số caspase cũng tham gia vào hoạt động của hệ miễn dịch trong quá trình trưởng thành của lympho bào. Quá trình chết rụng bị sai lệch là một trong những nhân tố chính gây ra sự phát triển của khối u và gây ra các bệnh tự miễn dịch; điều này cùng với các hiện tượng chết rụng tế bào không mong muốn xảy ra trong chứng thiếu máu cục bộ và bệnh Alzheimer đã khiến những nhà khoa học chú ý nhiều đến vai trò của caspase như là một đối tượng nghiên cứu tiềm năng trong y học kể từ khi chúng được phát hiện ra vào giữa thập niên 1990.

## Lịch sử khám phá
Howard Robert Horvitz ban đầu khẳng định tầm quan trọng của caspase trong quá trình chết rụng và tìm thấy gien ced-3 quy định sự chết của tế bào trong quá trình phát triển của loài giun tròn C. elegans. Horvitz cùng với đồng sự Junying Yuan vào năm 1993 phát hiện ra gien ced-3 mã hóa loại protease cysteine có tính chất giống như enzyme ICE (interleukin-1-beta converting enzyme - tức caspase 1) của động vật có vú, loại caspase duy nhất lúc đó được biết. Sau đó các caspase khác của lớp thú cũng được nhận diện cùng với các loại caspase trong các sinh vật như ruồi giấm Drosophila melanogaster.
Những nhà nghiên cứu đã đặt tên cho cho các caspase vào năm 1996. Trong nhiều trường hợp, một loại caspase được nhiều phòng thí nghiệm nhận diện và thế là chúng có nhiều tên (như caspase 3 có tên CPP32, apopain và Yama). Vì vậy cuối cùng các caspase được đánh số theo thứ tự nhận diện. Vì vậy ICE được đánh số là caspase 1. ICE là caspase của lớp thú đầu tiên được mô tả vì chúng có cấu trúc giống như protein được mã hóa bởi gien quy định cái chết của giun tròn ced-3, tuy nhiên có vẻ như vai trò chính của chúng nằm trong phản ứng sưng viêm hơn là quá trình chết tế bào (Về quá trình khám phá caspase và các nhân tố khác của chết rụng tế bào, có các công trình của Danial và Korsmeyer, Yuan và Horvitz, Li).
Các nghiên cứu gần đây có thấy caspase là các nhân tố điều hòa có chức năng không liên quan tới quá trình chết, tỉ như quá trình biệt hóa các tế bào như là hồng cầu và nguyên bào cơ.

## Phân loại
| Chức năng                             | Tên                 |
| ------------------------------------- | ------------------- |
| Caspase khơi mào                      | CASP2, 8, 9 và 10   |
| Caspase hành quyết                    | CASP3, 6 và 7       |
| Caspase dùng trong phản ứng sưng viêm | CASP1 (ICE), 4 và 5 |

Nguồn:
Cho đến tháng 11 năm 2009, 12 loại caspase đã được nhận diện trong cơ thể người. Một nguồn khác đưa ra con số 15 loại. Dù sao, nhìn chung có hai nhóm caspase chính trong quá trình chết rụng: caspase khơi mào hay casapse đỉnh, và caspase phản ứng hay caspase hành quyết. Caspase khơi mào có chức năng cắt gọt các caspase hành quyết (đang ở dạng bất hoạt) qua đó kích hoạt chúng, nhờ đó hàm lượng caspase hoạt hóa trong tế bào chết rụng tăng lên rất nhanh. Khi được kích hoạt, caspase hành quyết cắt gọt các protein khác trong tế bào, mở đầu cho quá trình chết rụng. Việc khơi mào các phản ứng dây chuyển này được điều tiết bởi các chất ức chế caspase, tỉ như CED-9 và Bcf-2.
CASP4 và CASP5, những enzyme có hoạt tính cao quá mức trong trường hợp bệnh bạch bì và cũng liên quan tới các bệnh tự miễn dịch gây ra bởi các biến thể NALP1, theo một số tài liệu thì không được xếp vào dạng khơi mào hay hành quyết vì chúng là các enzyme "sưng viêm", cùng với CASP1, tham gia vào quá trình biệt hóa tế bào T. Còn CASP14 không tham gia vào tất cả các quá trình trên mà tham gia vào quá trình phát triển tế bào biểu bì.

## Cơ chế

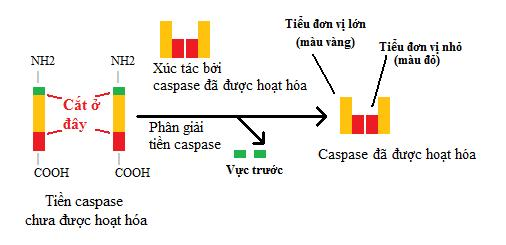
Quá trình hoạt hóa tiền caspase xúc tác bởi các caspase đã hoạt hóa.

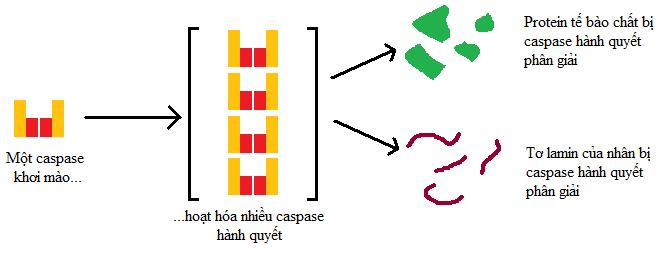
Quá trình hoạt hóa caspase hành quyết và qua đó khuếch đại mức độ caspase hoạt hóa trong tế bào.

Caspase được điều hòa ở cấp độ sau quá trình dịch mã để đảm bảo rằng chúng có thể được hoạt hóa nhanh chóng. Ban đầu, chúng được sản sinh trong tế bào ở dạng chưa được kích hoạt gọi là tiền-caspase, bao gồm một vực trước (prodomain), một tiểu đơn vị nhỏ và một tiểu đơn vị lớn. Tiền caspase sẽ được hoạt hóa bằng một phản ứng phân giải protein được xúc tác bằng các caspase đã được hoạt hóa khác khiến hai tiểu đơn vị bị cắt rời nhau ra rồi hợp lại thành một thể dị nhị tụ (heterodimer). Hai thể như vậy hơp lại thành một thể tứ tụ - đó là caspase đã được hoạt hóa. Đến lượt mình caspase này lại tham gia vào quá trình hoạt hóa các tiền caspase khác tạo nên một phản ứng dây chuyền.
Nhưng như vậy thì làm thế nào kích hoạt phản ứng dây chuyền này khi chưa có caspase hoạt hóa nào ? Chúng ta thấy tiền caspase khơi mào có một vực trước rất dài, vực này bao gồm các phần nhỏ hơn như vực trưng tập caspase (caspase recruitment domain - CARD) hay vực phản ứng chết (death effector domain - DED) (caspase-8 và -10). Khi nhận được tín hiệu chết rụng các vực này sẽ giúp tiền caspase tương tác với các protein tiếp hợp để hình thành một phức hợp hoạt hóa (activation complex). Sau khi đã ở trong trạng thái phức hợp hoạt hóa, các tiền caspase khơi mào sẽ được đưa lại rất gần nhau đến mức chúng được hoạt hóa thành caspase - quá trình hoạt hóa này mang tính một chiều và không đảo ngược được. Các caspase khơi mào này sẽ tiếp tục xúc tác quá trình hoạt hóa các tiền caspase khác như đã nói ở trên.
Phản ứng dây chuyền hoạt hóa caspase có thể được kích hoạt bởi:
- granzyme B (phóng thích bởi tế bào T độc và tế bào NK) kích hoạt caspase-3 và -7
- Thụ quan chết (như Fas, thụ quan TRAIL và thụ quan nhân tố hoạt tử khối u) kích hoạt caspase-8 và -10
- Thể chết rụng (điều tiết bởi cytochrome c và họ Bcl-2) kích hoạt caspase-9.

Ở đây, có hai chu trình kích hoạt caspase được hiểu rõ nhất, đó là chu trình nội tại và chu trình ngoại lai, mỗi chu trình lại sử dụng những phức hợp hoạt hóa khác nhau và tiền caspase khơi mào khác nhau.
Như đã nói, trong khi các caspase khơi mào có chức năng hoạt hóa các caspase khác, các caspase hành quyết có chức năng phân giải một số protein nào đó trong tế bào gọi là protein mục tiêu, ví dụ như các sợi tơ lamin của nhân tế bào, khi chúng bị cắt thì cấu trúc của phiến nhân sẽ sụp đổ. Một mục tiêu khác là ICAD/DFF45, chất ức chế của những loại caspase có tác dụng hoạt hóa DNase hay nhân tố phân rã DNA số 45 hoặc một loại protein ức chế enzyme endonuclease làm phân rã DNA. Một mục tiêu khác là các protein làm nên bộ khung tế bào hay những sợi dây nối liền các tế bào với nhau; điều này làm tế bào tách ra khỏi các tế bào xung quanh và phình thành hình cầu để dễ bị các thực bào xử lý. Qua đó ta thấy hoạt tính của caspase không chỉ mang tính phá hủy và khuếch đại mà còn mang tính một chiều, tức là khi quá trình chết rụng đạt đến một mức nào đó thì không thể nào đảo ngược được.
Các thí nghiệm cho thấy những loại caspase cần cho quá trình chết rụng thay đổi tùy loại tế bào và tùy loại kích ứng. Ví dụ như khi bất hoạt gien mã hóa caspase-3 thì quá trình chết rụng chỉ bị suy giảm ở não còn ở các cơ quan khác vẫn bình thường. Và mỗi loại caspase cũng có những protein mục tiêu khác nhau của riêng mình.
Năm 2009, các nhà nghiên cứu của Queensland tuyên bố caspase 1 và 3 trong các đại thực bào được điều tiết bởi p202 với tác dụng tiêu cực tới caspase và AIM2 với tác dụng tích cực tới hoạt hóa caspase; chúng là các protein bám vào các chuỗi DNA kép.